# Алешня (деревня, Брянская область)
Не следует путать с одноимённым селом в том же административном районе.
Алешня — деревня в Дубровском районе Брянской области, в составе Пеклинского сельского поселения. Расположена в 2,5 км к юго-востоку от деревни Мареевка. Население — 16 человек (2010).
Возникла в начале XX века (первоначальное название — Алешинские Хутора); до 2005 года входила в состав Мареевского сельсовета.